# Эсенкулийский этрап
Эсенгулыйский этрап (туркм. Esenguly etraby) — этрап в Балканском велаяте Туркменистана.
Образован в январе 1927 года как Гасан-Кулийский район Туркменской ССР с центром в пгт Гасан-Кули.
В ноябре 1939 года Гасан-Кулийский район отошёл к новообразованной Красноводской области.
В январе 1947 года Красноводская область была упразднена и район был передан в Ашхабадскую область.
В апреле 1952 года Красноводская область была восстановлена и Гасан-Кулийский район вновь вошёл в её состав.
В декабре 1955 года Красноводская область вновь была упразднена и район снова вошёл в состав Ашхабадской области.
В мае 1959 года Ашхабадская область была упразднена и район перешёл в прямое подчинение Туркменской ССР.
В январе 1963 года Гасан-Кулийский район был упразднён, но уже в декабре 1965 года восстановлен.
В декабре 1973 года район был передан в восстановленную Красноводскую область.
В 1988 году район был упразднён.
В 1992 году восстановленный Гасан-Кулийский район вошёл в состав Балканского велаята, был переименован сначала в Гасанкулийский этрап, а затем в Эсенгулыйский этрап.